# Suomenlinnan Liikenne
Transports de Suomenlinna (en finnois : Suomenlinnan Liikenne Oy, en suédois : Sveaborgs Trafik Ab, sigle SLL) est une entreprise de transports publics à Helsinki en Finlande.

## Description
Suomenlinnan Liikenne Oy est une société fondée en 1950 qui gère le trafic de traversiers  entre Suomenlinna et Helsinki.
La société est une filiale de Pääkaupunkiseudun Kaupunkiliikenne Oy, qui est une coentreprise des villes d'Helsinki et de Vantaa. 
L'État participe à la prise en charge des coûts de maintenance. 
L'entreprise relève de la responsabilité du ministère de l'Éducation.
Les traversiers de Suomenlinna fonctionnent toute l'année, aussi bien lorsque l'eau est libre que lorsque la mer est gelée. Ils desservent les habitants de Suomenlinna, ceux qui y travaillent et des milliers de touristes intéressés par la forteresse maritime.
Suomenlinna est accessible depuis Kauppatori tous les jours de l'année et en semaine également depuis Katajanokka. L'embarcadère de départ est situé sur Kauppatori à côté du monument Keisarinnankivi, c'est-à-dire l'aigle à deux têtes. La jetée de Katajanoka est située à la pointe de Katajanoka.

## Histoire
Lors de la fondation de l'entreprise, les actionnaires étaient: Helsinki (299 actions), Ministère de la Défense (200 actions), Valtion Metallitehtaat (100 actions) et Suomen Matkailijayhdistys (1 action).
Les relations de propriété de l'entreprise ont été organisées dans les années 1970 de manière que l'État et la ville d'Helsinki détiennent la moitié. Les actions de l'État ont été transférées au ministère de l'Éducation et les actions de Suomen Matkailijayhdistys à Suomen Turistiauto, propriété de la ville.
L'État a vendu sa participation dans l'entreprise à la ville d'Helsinki en 2010 et, depuis début 2011, l'entreprise est entièrement détenue par la ville d'Helsinki. Les actions de la société figuraient au bilan de l'Établissement des transports de la ville d'Helsinki avant la création de Pääkaupunkiseudun Kaupunkiliikenne Oy et que Suomenlinna Liikente devienne sa filiale.
Le premier bateau de l'entreprise, le M/S Suomenlinna-Sveaborg, est entré en service le 1er mai 1952. L'embarcadère des traversiers de Kauppatori et le pavillon des passagers conçus par l'architecte Aarne Hytönen ont été achevés en 1953.
En 1978, le traversier de service et de passagers M/S Ehrensvärd de la société a commencé à fonctionner entre Katajanokka et Suomenlinna. 
La gestion du traversier de Korkeasaari a été transférée à Suomenlinna Liikennee en 1981 .
Il est resté sous la responsabilité de l'entreprise jusqu'en 1988, date à laquelle la ville l'a cédé à des entreprises privées. 
Le traversier de Korkeasaari a été vendu à Sun Lines, qui a assuré le trafic de Suomenlinna comme navire auxiliaire jusqu'en 1993. En 1992, M/S Tor, racheté par Sun Lines, commence à participer à la gestion du transport de Suomenlinna.
En février 1986, l'entreprise a commencé à exploiter ses minibus de location le long de la route de glace reliant Olympialaituri à Suomenlinna. Le trafic se poursuivit l'hiver suivant, mais il fut ensuite décidé de maintenir le détroit Särkänsalmi ouvert à la navigation pendant l'hiver, ce qui empêcha la construction de la route de glace.
Depuis 1973, des opérateurs de bateaux-bus privés participent également au trafic de Suomenlinna, en effectuant des équipes supplémentaires et des équipes de soirée. Les bateaux-bus sont en concurrence avec la compagnie pour le nombre de passagers depuis la fin des années 1960.
Le nouveau ferry M/S Suomenlinna II est entré en service en juin 2004. La même année, le M/S Suomenlinna-Sveaborg a été vendu à la compagnie Sun Ferry et le navire a été rebaptisé M/S Suokki d'après le surnom de Suomenlinna.
A partir de 1973, des opérateurs de bateaux-bus privés participent également au transport vers Suomenlinna, en effectuant des rotations supplémentaires et des rotations en soirée. Les bateaux-bus sont en concurrence avec la compagnie pour le nombre de passagers depuis la fin des années 1960.
Le nouveau traversier M/S Suomenlinna II est entré en service en juin 2004. La même année, le M/S Suomenlinna-Sveaborg a été vendu à la compagnie Sun Ferry et le navire a été rebaptisé M/S Suokki d'après le surnom de Suomenlinna.